# Лисецька сільська рада (Підгаєцький район)
Ли́сецька сільська́ ра́да — адміністративно-територіальна одиниця та орган місцевого самоврядування в Підгаєцькому районі Тернопільської області. Адміністративний центр — село Лиса.

## Загальні відомості
- Населення ради: 363 особи (станом на 2001 рік)

## Населені пункти
Сільській раді підпорядковані населені пункти:
- с. Лиса

## Населення
За переписом населення України 2001 року в сільській раді мешкали 363 особи. 100 % населення вказало своєю рідною мовою українську мову.

## Склад ради
Рада складалася з 12 депутатів та голови.
- Голова ради: Палащук Михайло Іванович

### Керівний склад попередніх скликань
| Прізвище, ім'я, по батькові | Основні відомості                                                                | Дата обрання | Дата звільнення |
| --------------------------- | -------------------------------------------------------------------------------- | ------------ | --------------- |
| Палащук Михайло Іванович    | Сільський голова, 1955 року народження, освіта вища, член Народного Руху України | 26.03.2006   | 31.10.2010      |
| Палащук Михайло Іванович    | Сільський голова, 1955 року народження, освіта вища, безпартійний                | 31.10.2010   |                 |

Примітка: таблиця складена за даними сайту Верховної Ради України

### Депутати
За результатами місцевих виборів 2010 року депутатами ради стали:

#### За суб'єктами висування
| Суб'єкт висування | Кількість обраних депутатів | %   |
| ----------------- | --------------------------- | --- |
| Самовисування     | 12                          | 100 |

#### За округами
| № округу | Прізвище, ім'я, по батькові     | Дата визнання обраним | Освіта  | Партійна приналежність | Відомості про обраного депутата          |
| -------- | ------------------------------- | --------------------- | ------- | ---------------------- | ---------------------------------------- |
| 1        | Петрів Ольга Іванівна           | 01.11.2010            | середня | позапартійна           | тимчасово не працює                      |
| 2        | Юркевич Олексій Васильович      | 01.11.2010            | середня | позапартійний          | тимчасово не працює                      |
| 3        | Скаржинська Олександра Ігорівна | 01.11.2010            | вища    | позапартійна           | тимчасово не працює                      |
| 4        | Смик Марія Іванівна             | 01.11.2010            | середня | позапартійна           | Сільська рада, бухгалтер                 |
| 5        | Венгер Марія Федорівна          | 01.11.2010            | вища    | позапартійна           | Носівська загальноосвітня школа, вчитель |
| 6        | Скоробогач Стефанія Євгенівна   | 01.11.2010            | середня | позапартійна           | пенсіонер                                |
| 7        | Кифор Юрій Львович              | 01.11.2010            | середня | позапартійний          | тимчасово не працює                      |
| 8        | Пшеничняк Микола Орестович      | 01.11.2010            | середня | позапартійний          | Сільська рада, секретар                  |
| 9        | Онишкевич Надія Богданівна      | 01.11.2010            | середня | позапартійна           | Сільський клуб, техпрацівник             |
| 10       | Кулик Михайло Богданович        | 01.11.2010            | середня | позапартійний          | тимчасово не працює                      |
| 11       | Кленик Ігор Степанович          | 01.11.2010            | середня | позапартійний          | тимчасово не працює                      |
| 12       | Ящик Євген Богданович           | 01.11.2010            | середня | позапартійний          | тимчасово не працює                      |